# Derolus arciferus
Derolus arciferus là một loài bọ cánh cứng trong họ Cerambycidae.